# Reserva Valle del Arroyo Cuñá Pirú
La reserva privada Valle del Arroyo Cuñá Pirú es un área natural protegida ubicada en cercanías de la localidad de Aristóbulo del Valle, en el departamento Cainguás, en la provincia de Misiones, en la mesopotamia argentina.

Fue creada sobre una superficie de 6035 ha, aproximadamente en torno a la posición 27°11′S 54°57′O / -27.183, -54.950 mediante el decreto provincial 841 del año 2000, en el cual se estableció un acuerdo entre las autoridades del Ministerio de Ecología y la Universidad Nacional de La Plata, propietaria de las tierras desde 1992, para que esta institución tomara a su cargo la implementación, administración y gestión de la reserva.
Junto con el parque provincial Salto Encantado, que dentro de sus límites incluye  la reserva natural cultural Cuñá Pirú, conforma un área protegida de más de 19 000 ha
considerada una de las áreas de biodiversidad sobresaliente de la provincia de Misiones.

## Antecedentes y conflictos
En el año 1991 la empresa Celulosa Argentina, propietaria de las tierras, las donó a la universidad Nacional de La Plata, con el objetivo de que se destinaran a actividades académicas, científicas y de investigación. En el año 2000, el acuerdo firmado con el Ministerio de Ecología de Misiones las integró al sistema provincial de áreas protegidas. Sin embargo, esta situación no resolvió el conflicto existente desde el año 1994 con las comunidades mbyá Guaraní que están instaladas en la región desde hace más de un siglo y demandan por sus derechos sobre el territorio.

## Flora
Un relevamiento desarrollado con el objeto de estudiar las condiciones de algunos sectores donde se había realizado explotación forestal selectiva permitió identificar varias especies arbóreas, entre ellas ejemplares de urunday (Astronium balansae), lapacho negro (Tabebuia heptaphylla), guayubirá (Patagonula americana), alecrín (Holocalyx balansae), espina corona (Gleditsia amorphoides), rabo-itá (Lonchocarpus leucanthus) y palo de flecha (Sebastiania brasiliensis).

Además de los citados, en la región se han identificado ejemplares de loro negro (Cordia trichotoma), guatambú blanco (Balfourodendron riedelianum), cedro (Cedrela fissilis), grapia (Apuleia leiocarpa), incienso (Myrocarpus frondosus), palma pindó (Arecastrum romanzoffianum), caña fístola (Peltophorum dubium), ceibo de monte (Erythrina falcata) y loro blanco (Bastardiopsis densiflora).

## Fauna
La fauna de la reserva es equivalente a la registrada en el parque provincial Salto Encantado.

Entre las especies de mamíferos que con mayor o menor frecuencia pueden observarse en la zona se encuentran el yaguareté (Panthera onca), el gato onza (Leopardus pardalis), el puma (Puma concolor), el gato moro (Puma yagouaroundi), dos especies de chanchos de monte (Tayassu pecari) y (Pecari tajacu), el acutí (Dasyprocta azarae), el oso melero (Tamandua tetradactyla), el irara (Eira barbara) y el zorro de monte (Cerdocyon thous), entre otros.

La reserva se destaca por su riqueza ornitológica. En cercanías del arroyo Cuñá Pirú se registró la presencia de ejemplares de jote cabeza colorada (Cathartes aura), esparvero variado (Accipiter bicolor) y los carpinteros cuello canela (Picumnus temminckii), dorado verdoso (Piculus aurulentus) y oliva manchado (Veniliornis spilogaster). Los pájaros cantores están ampliamente representados, entre ellos se han observado	el bailarín verde (Piprites chloris); los anambé verdoso	(Pachyramphus viridis), castaño (Pachyramphus castaneus), común (Pachyramphus polychopterus) y grande (Pachyramphus validus); los fruteros corona amarilla (Trichothraupis melanops) y coronado (Tachyphonus coronatus) y la saíra dorada (Hemithraupis guira) entre muchos otros.